# Seven and the Ragged Tiger
| 평가 점수         | 평가 점수 |
| 출처              | 점수      |
| ----------------- | --------- |
| Record Mirror     | [ 1 ]     |
| Smash Hits        | 8/10      |
| The Village Voice | C+        |

《Seven and the Ragged Tiger》는 1983년 11월 21일 EMI와 캐피틀 레코드를 통해 발매된 영국의 록 밴드 듀란 듀란의 세 번째 스튜디오 음반이다. 알렉스 새드킨, 이언 리틀과 밴드가 공동 제작한 녹음 세션은 듀란 듀란이 영국 이외의 지역에서 망명자로 녹음하기로 결정한 후 1983년 4월부터 10월까지 프랑스, 카리브해, 오스트레일리아에서 열렸다. 이전 두 스튜디오 음반과 달리 세션은 생산성 부족으로 얼룩졌고 그 방향을 놓고 밴드 멤버들 사이에 긴장감이 고조되었다.
그들의 이전 음반 《Rio》에서 방향을 바꾸고 싶은 《Seven and the Ragged Tiger》는 합성가 기반의 질감에 중점을 둔 신스팝과 댄스 중심의 음반이다. 가사는 모호하고 다양한 주제를 다루고 있고, 리드 보컬리스트 사이먼 르 봉은 이 음반을 "작은 특공대 팀에 관한 모험 이야기"라고 묘사했다. 제목은 다섯 명의 밴드 멤버와 두 명의 매니저를 가리키며, "래그드 타이거(ragged tiger)"는 성공을 의미한다. 커버 아트는 뉴사우스웨일스 주립 도서관에서 촬영되었고 맬컴 가렛이 디자인했다.

## 배경
1983년까지, 듀란 듀란은 세계에서 가장 성공적인 밴드들 중 하나로 자리매김했다. 그들은 언론과 그들의 음악적 동료들로부터 부정적인 반응을 받았지만, 1983년 3월, 《Rio》 (1982년)의 비음반 싱글 〈Is There There There Something I Mould Know?〉가 영국에서 3주 동안 1위를 차지한 후 상업적인 성공을 누렸다. 캐피틀 레코드는 또한 밴드의 1981년 자체 타이틀 데뷔 음반을 최신 소매 사진과 함께 미국에서 재발행하고 성공을 발판으로 〈To the Shore〉를 새 싱글로 대체했다. 듀란 듀란은 세 번째 스튜디오 음반에서 녹음을 시작하기 전 3월부터 4월까지 《Rio》를 위해 철저한 언론 투어와 라이브 공연을 거쳤다.

## 커버 아트
커버 아트는 사진작가 레베카 블레이크와의 사진 촬영 중 뉴사우스웨일스 주립 도서관에서 촬영되었다. 소매 디자이너 맬컴 가렛은 영국에서 날아왔고, 멜버른에서 온 살아있는 벵골호랑이도 커버 아트와 곧 있을 투어 프로그램에 사진을 찍었다. 제작진, 지역 언론인, TV 카메라맨 및 팬들에게 둘러싸인 듀란 듀란은 올 블랙 의상을 입었다. 닉 로즈는 "검은 도마뱀 정장", 존 테일러와 로저 테일러는 "이브닝 드레스"를 입었고, 사이먼 르 봉과 앤디 테일러는 스웨이드와 가죽을 입었다. 존은 나중에 자신의 회고록에서 "우리는 모두 성공한 젊은이들처럼 보였다"고 비췄다. 이 촬영의 비용은 65,000파운드(2023년 277,034파운드에 해당) 이상인 것으로 알려졌다.

## 곡 목록
모든 곡들은 사이먼 르 봉, 앤디 테일러, 존 테일러, 로저 테일러 그리고 닉 로즈에 의해 작사/작곡하였다.
| #  | 제목                                         | 재생 시간 |
| -- | -------------------------------------------- | --------- |
| 1. | 〈The Reflex〉                               | 5:26      |
| 2. | 〈New Moon on Monday〉                       | 4:15      |
| 3. | 〈(I'm Looking for) Cracks in the Pavement〉 | 3:38      |
| 4. | 〈I Take the Dice〉                          | 3:15      |
| 5. | 〈Of Crime and Passion〉                     | 3:48      |

| #  | 제목                     | 재생 시간 |
| -- | ------------------------ | --------- |
| 1. | 〈Union of the Snake〉   | 4:20      |
| 2. | 〈Shadows on Your Side〉 | 4:03      |
| 3. | 〈Tiger Tiger〉          | 3:20      |
| 4. | 〈The Seventh Stranger〉 | 5:24      |

## 인증
| 국가                       | 인증        | 판매량/출하량 |
| -------------------------- | ----------- | ------------- |
| 캐나다 (뮤직 캐나다)       | 3× 플래티넘 | 300,000^      |
| 핀란드 (Musiikkituottajat) | 골드        | 25,000        |
| 일본                       | —           | 150,000       |
| 네덜란드 (NVPI)            | 골드        | 50,000^       |
| 뉴질랜드 (RMNZ)            | 플래티넘    | 15,000^       |
| 스위스 (IFPI 스위스)       | 골드        | 25,000^       |
| 영국 (BPI)                 | 플래티넘    | 300,000^      |
| 미국 (RIAA)                | 2× 플래티넘 | 2,000,000^    |
| ^출하량을 기반으로 한 인증 |             |               |